# 井原栄松
井原 栄松（いはら さかえまつ、1901年（明治34年） - 1990年（平成2年））は、日本の政治家・地方公務員。北海道小樽市出身。札幌商業学校卒業。北海道の町村長を歴任した。
- 1921年（大正10年） 小樽市役所に入所
- 1943年（昭和18年） 6月9日、北海道鳥取町初代町長に就任する[1]
- 1947年（昭和22年） 4月4日、鳥取町長を退任した[1]
- 1950年（昭和25年） 釧路市役所経済部長
- 1956年（昭和31年） 北海道鶴居村長選挙に出馬し北海道鶴居村長に初当選。連続5期当選。
- 1976年（昭和51年） 勇退。鶴居村名誉村民[2]

## エピソード
- 鶴居村の酪農の近代化に貢献した。
- 子息に常呂町長を務めた井原久敏がいる。

## 受賞歴
- 全国自治功労賞（1964年）
- 勲五等双光旭日章（1973年）
- 釧路市社会貢献賞（1985年）